# Morimus granulipennis
Morimus granulipennis là một loài bọ cánh cứng trong họ Cerambycidae.